# Necin
Necin – dawna część wsi Krzewie Drugie w Polsce, w województwie kujawsko-pomorskim, w powiecie włocławskim, w gminie Lubień Kujawski.
Dawniej samodzielna wieś i gromada w gminie Kłóbka.
W latach 1975–1998 miejscowość administracyjnie należała do województwa włocławskiego.
1 stycznia 2018 nazwa miejscowości została zniesiona.